# Amenemhet VI.
Amenemhet VI. war ein altägyptischer König (Pharao) der 13. Dynastie (Zweite Zwischenzeit). Er regierte um 1740 v. Chr.

## Belege
Dieser Herrscher mit dem Eigennamen Amenemhet und dem Thronnamen Seanch-ib-Re ist aus dem Königspapyrus Turin 6.10 bekannt.
Dieser Name stammt so von einem Opfertisch aus Karnak. Hier schreibt der König innerhalb der Kartusche drei Namen: Amenemhet, Antef, Ameni. Diese Namen sind von Ryholt als Filiation aufgefasst worden, doch entsprechen Doppel- und dreifach Namen einer gebräuchlichen Praxis dieser Zeit, so dass die Erklärung unwahrscheinlich ist. Auch Rollsiegel des Königs sind bekannt.